# Морис дьо Хирш
Морис (Цви) дьо Хирш, или барон Мориц фон Хирш ауф Геройт, известен като барон Хирш, е германски индустриалец и филантроп от еврейски произход, който живее по-късно във Франция, Великобритания и Австро-Унгария.
Произхожда от видно еврейско семейство в Херцогство Бавария. Баща му е банкер, приближен на херцога на Бавария, облагороден от него с титлата барон през 1818 г.
На 17-годишна възраст е въведен в предприемачеството, свързва се с банковата къща на тъст си Bischoffsheim & Goldschmidt през 1855 г. Към крупното наследство от баща му и зестрата на съпругата му Клара Бишофсхайм (дъщеря на белгийски банкер) натрупва голямо състояние чрез железопътни концесии в Австро-Унгария и Османската империя (вкл. на Балканите), както и от спекулации със захар и мед. Най-известното му железопътно предприятие е Chemins de fer Orientaux („Източни железници“) – далновиден железопътен проект, чиято цел е да свърже Виена с Истанбул.
Хирш разглежда ционистката идея като пресилена фантазия, но споделя идеята за завръщането на евреите към земеделието. Той съдейства на гонени руски евреи да се заселят в селскостопански колонии извън Руската империя. Дарява крупни суми на еврейската колонизационна организация, която закупува големи обработваеми земи в Аржентина, Канада и Палестина. По-късно, поради големия брой емигрирали евреи в САЩ, основава и благотворителна организация в щата Ню Йорк. Също така дарява суми за учредяване на технически училища в Галиция и Буковина.
Умира в Огяла (Ógyalla), Австро-Унгария - днес град Хурбаново (край Нове Замки), Словакия. Има син, който умира на 31-годишна възраст.